# イチロクSTUDIO
『イチロクSTUDIO』（イチロクスタジオ）は、2016年10月22日から2017年4月1日までIBC岩手放送（IBCラジオ）で毎週土曜 21:00 - 22:00（日本標準時）に放送されていたラジオ番組。

## パーソナリティ
すべて2016年（'16＝イチロク）入社のアナウンサー。各1名が交代で担当する。「担当」は番組公式サイトの記述による。
- 長谷川拳杜 - 音楽担当
- 川島有貴 - サブカル担当（アニメ中心）
- 清水康志 - スポーツ担当